# Batalion ON „Poznań I”

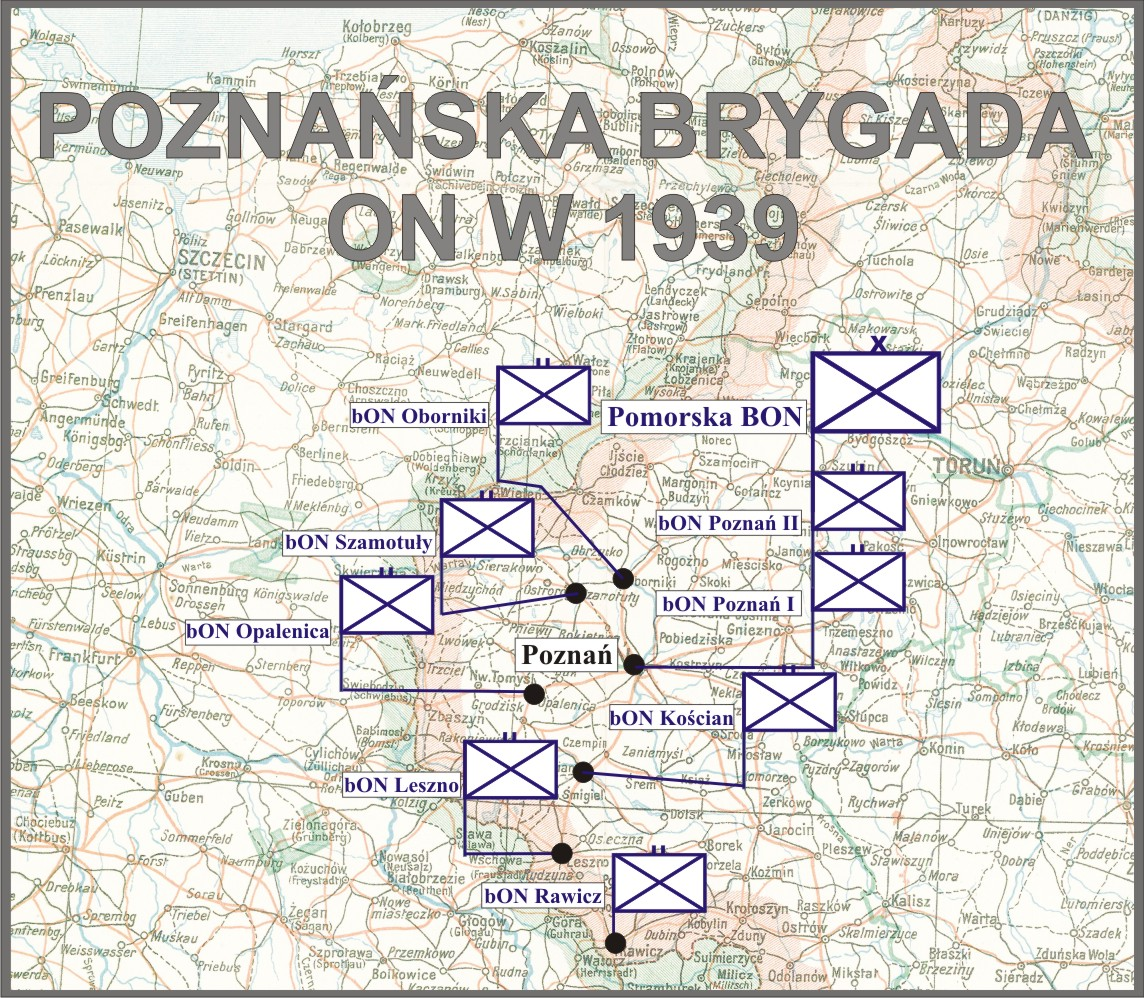
Poznańska Brygada ON

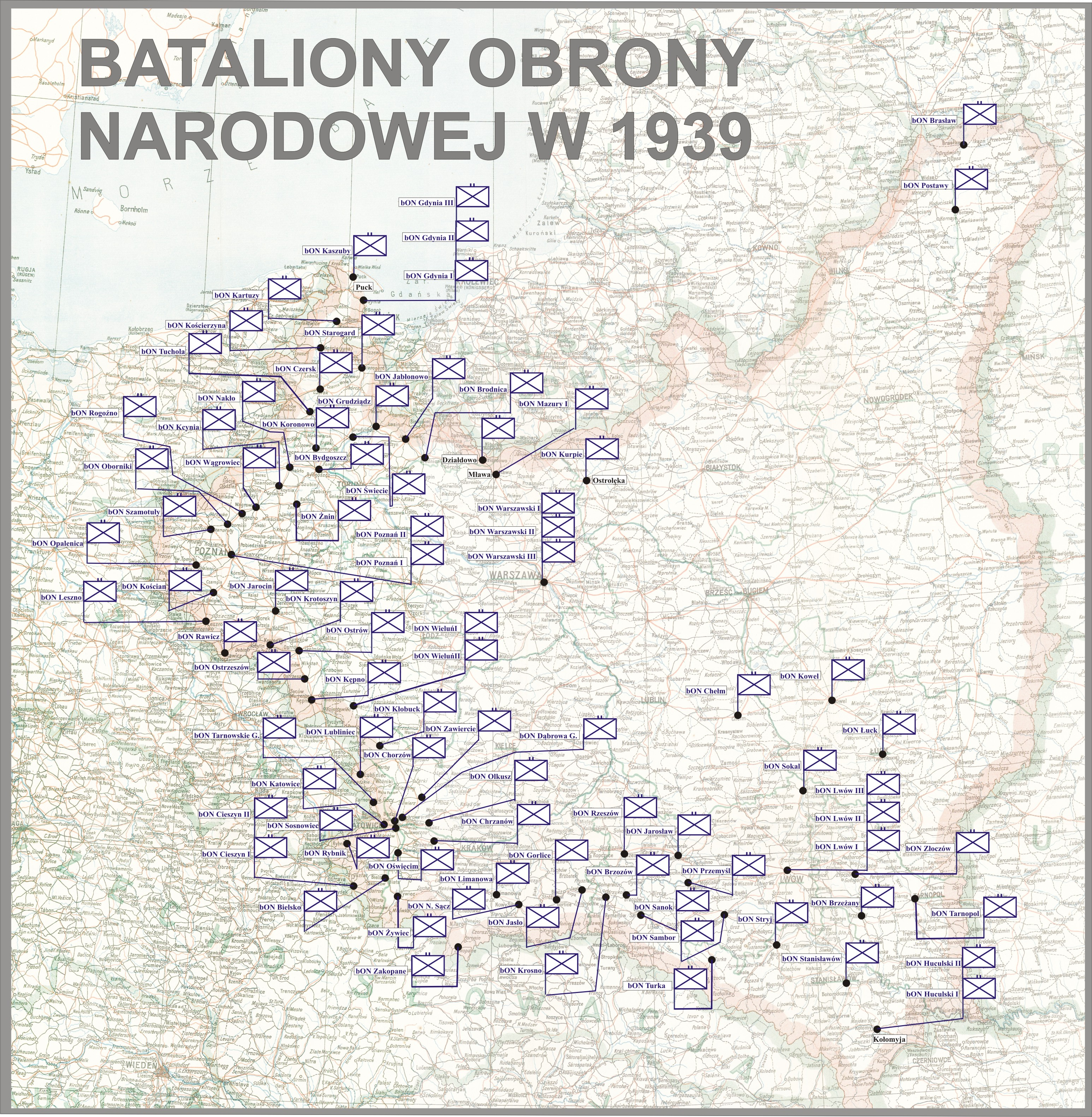
Obrona Narodowa w 1939

Batalion ON „Poznań I” – pododdział piechoty Wojska Polskiego II RP.
Sformowany został wiosną 1939, w składzie Poznańskiej Brygady ON na podstawie etatu batalionu ON typ IV. Jednostką administracyjną i mobilizującą dla batalionu był 58 pułk piechoty w Poznaniu.
30 sierpnia 1939 r. szef Biura do Spraw Jednostek ON wydał zarządzenie o zreorganizowaniu I i II Poznańskiego batalionu ON na typ „S” w terminie do 12 września. Reorganizacji przeszkodził wybuch II wojny światowej.
Kampanię wrześniową rozpoczął w składzie 14 Wielkopolskiej Dywizji Piechoty (Armia „Poznań”) po czym włączony został do improwizowanego pułku ON ppłk rez. Bernarda Śliwińskiego, który z kolei wszedł w skład Zgrupowania płk Stanisława Siudy.

## Obsada personalna
dowództwo batalionu i pododdziałów:
- dowódca batalionu  – kpt. Ignacy Sęk
- adiutant batalionu - por. rez. Smoniewski
- dowódca plutonu przeciwpancernego - por. rez. Vogt
- dowódca plutonu zwiadu (kolarzy) - ppor. rez. Zygmunt Wikliński
- dowódca 1 kompanii – kpt. Lucjan Stanisław Abramczyk
  - dowódca I plutonu - ppor. rez. Franciszek Jasiński
  - dowódca II plutonu - ppor. rez. Pawłowski
  - dowódca III plutonu - NN
- dowódca 2 kompanii – por. Jan Organkiewicz
  - dowódca I plutonu - ppor. rez. Walter Majchrzycki[2]
  - dowódca II plutonu - ppor. rez. Perski
- dowódca 3 kompanii – por. Franciszek Jasiński, por. Jerzy Tierling[1]
- dowódca kompanii ckm - por. Wawrzyn Chojnacki[2]